# Джонсон, Тай
Тай Маркиз Джонсон (англ. Ty Marquise Johnson; 17 сентября 1997, Камберленд, Мэриленд) — американский футболист, раннинбек клуба НФЛ «Нью-Йорк Джетс». На студенческом уровне выступал за команду Мэрилендского университета. На драфте НФЛ 2019 года был выбран в шестом раунде.

## Биография
Тай Джонсон родился 17 сентября 1997 года в Камберленде в штате Мэриленд, младший из двух детей в семье. Он учился в старшей школе Форт-Хилл, в течение трёх лет был игроком стартового состава её футбольной команды. В сезонах 2013 и 2014 года в составе «Форт-Хилл Сентинелс» он выигрывал чемпионат штата в классе 1А. Джонсон за этот период набрал около 5 000 ярдов и занёс 65 тачдаунов. После окончания школы он получил спортивную стипендию в Мэрилендском университете, став первым за двадцать лет выпускником школы, приглашённым в футбольную программу I дивизиона NCAA.

### Любительская карьера
В составе «Мэриленд Террапинс» Джонсон дебютировал в 2015 году. Он сыграл во всех двенадцати матчах команды, набрав 250 ярдов с тремя тачдаунами. На второй год выступлений он сыграл восемь матчей в стартовом составе, ещё в пяти выходил на поле по ходу игры. По итогам сезона 2016 года он стал самым результативным бегущим «Террапинс», набрав 1004 ярдов с шестью тачдаунами. В среднем за попытку выноса Джонсон набирал 9,1 ярдов, установив новый рекорд колледжа. В 2017 и 2018 годах он был основным раннинбеком «Мэриленда», пропустив только две игры из-за травмы. Суммарно за свою студенческую карьеру Джонсон набрал 4196 ярдов, показав третий результат в истории программы. Также он зарекомендовал себя как специалист по возврату начальных ударов, суммарно набрав 1 194 ярда с двумя тачдаунами.

#### Статистика выступлений в NCAA
| Сезон | Команда            | Игры | Приём | Приём | Приём | Приём | Вынос | Вынос | Вынос | Вынос |
| Сезон | Команда            | Игры | Rec   | Yds   | Y/A   | TD    | Att   | Yds   | Y/A   | TD    |
| ----- | ------------------ | ---- | ----- | ----- | ----- | ----- | ----- | ----- | ----- | ----- |
| 2015  | Мэриленд Террапинс | 12   | 2     | 30    | 15,0  | 0     | 35    | 250   | 7,1   | 3     |
| 2016  | Мэриленд Террапинс | 13   | 16    | 206   | 12,9  | 1     | 110   | 1004  | 9,1   | 6     |
| 2017  | Мэриленд Террапинс | 12   | 5     | 60    | 12,0  | 1     | 137   | 875   | 6,4   | 5     |
| 2018  | Мэриленд Террапинс | 9    | 6     | 22    | 3,7   | 0     | 66    | 506   | 7,7   | 3     |
| Всего | Всего              | 46   | 29    | 318   | 11,0  | 2     | 348   | 2635  | 7,6   | 17    |

### Профессиональная карьера
Перед драфтом НФЛ 2019 года Джонсон не был приглашён на съезд скаутов клубов в Индианаполис, но успешно провёл показательные тренировки на базе университета. Пробежав 40 ярдов за 4,26 секунды, он показал себя как один из самых быстрых потенциальных новичков лиги. На драфте в шестом раунде он был выбран клубом «Детройт Лайонс». Обозреватель сайта 247Sports Джефф Эрманн отметил, что у Джонсона будут неплохие шансы проявить себя, так как корпус бегущих клуба по эффективности занимает лишь 19 место в НФЛ. Плюсом для игрока также будет большой опыт игры в составе специальных команд. Контракт с клубом Тай подписал 13 мая 2019 года. Летом 2019 года в Камберленде в его честь был проведён «День Тая Джонсона».
В регулярном чемпионате 2019 года Джонсон принял участие во всех шестнадцати играх «Лайонс», одну начав в стартовом составе. Он получил больше игрового времени после травмы Керриона Джонсона и активно задействовался в 5—10 розыгрышах в каждом матче. В среднем на приёме он набирал 4,5 ярда за попытку, на выносе — 4,3 ярда. Его эффективность оценивалась как неплохая для игрока, выбранного в шестом раунде драфта. При этом сайт Pro Football Focus с оценкой 51,2 поставил его на последнее 61 место среди всех раннинбеков лиги. В 2020 году Джонсон провёл за команду только две игры и в октябре был выставлен на драфт отказов.
С драфта отказов Джонсона забрал клуб «Нью-Йорк Джетс». В новой команде его игровое время увеличилось. В матче против «Лас-Вегас Рэйдерс», когда травму получил стартовый раннинбек Фрэнк Гор, он набрал выносом 104 ярда. До этого момента игрокам команды не удавалось достичь отметки в 100 выносных ярдов в течение 39 матчей. В среднем на одно касание мяча Джонсон набирал 5,04 ярдов, став одним из самых эффективных бегущих «Джетс» в последнее десятилетие. В сезоне 2021 года он сыграл за команду в шестнадцати матчах, набрав 238 ярдов на выносе и 372 ярда на приёме. Главной проблемой игрока по ходу чемпионата стали ошибки при ловле мяча и недостаточное видение поля.

#### Статистика выступлений в НФЛ

##### Регулярный чемпионат
| Сезон | Команда        | Игры | Приём | Приём | Приём | Приём | Вынос | Вынос | Вынос | Вынос |
| Сезон | Команда        | Игры | Rec   | Yds   | Y/A   | TD    | Att   | Yds   | Y/A   | TD    |
| ----- | -------------- | ---- | ----- | ----- | ----- | ----- | ----- | ----- | ----- | ----- |
| 2019  | Детройт Лайонс | 16   | 24    | 109   | 4,5   | 0     | 63    | 273   | 4,3   | 0     |
| 2020  | Детройт Лайонс | 2    | 0     | 0     | 0,0   | 0     | 0     | 0     | 0,0   | 0     |
| 2020  | Нью-Йорк Джетс | 11   | 11    | 99    | 6,2   | 1     | 54    | 254   | 4,7   | 1     |
| 2021  | Нью-Йорк Джетс | 16   | 34    | 372   | 10,9  | 2     | 61    | 238   | 3,9   | 2     |
| Всего | Всего          | 45   | 74    | 580   | 7,8   | 3     | 178   | 765   | 4,3   | 3     |